# Union pour la Méditerranée
Pour les articles homonymes, voir UPM.

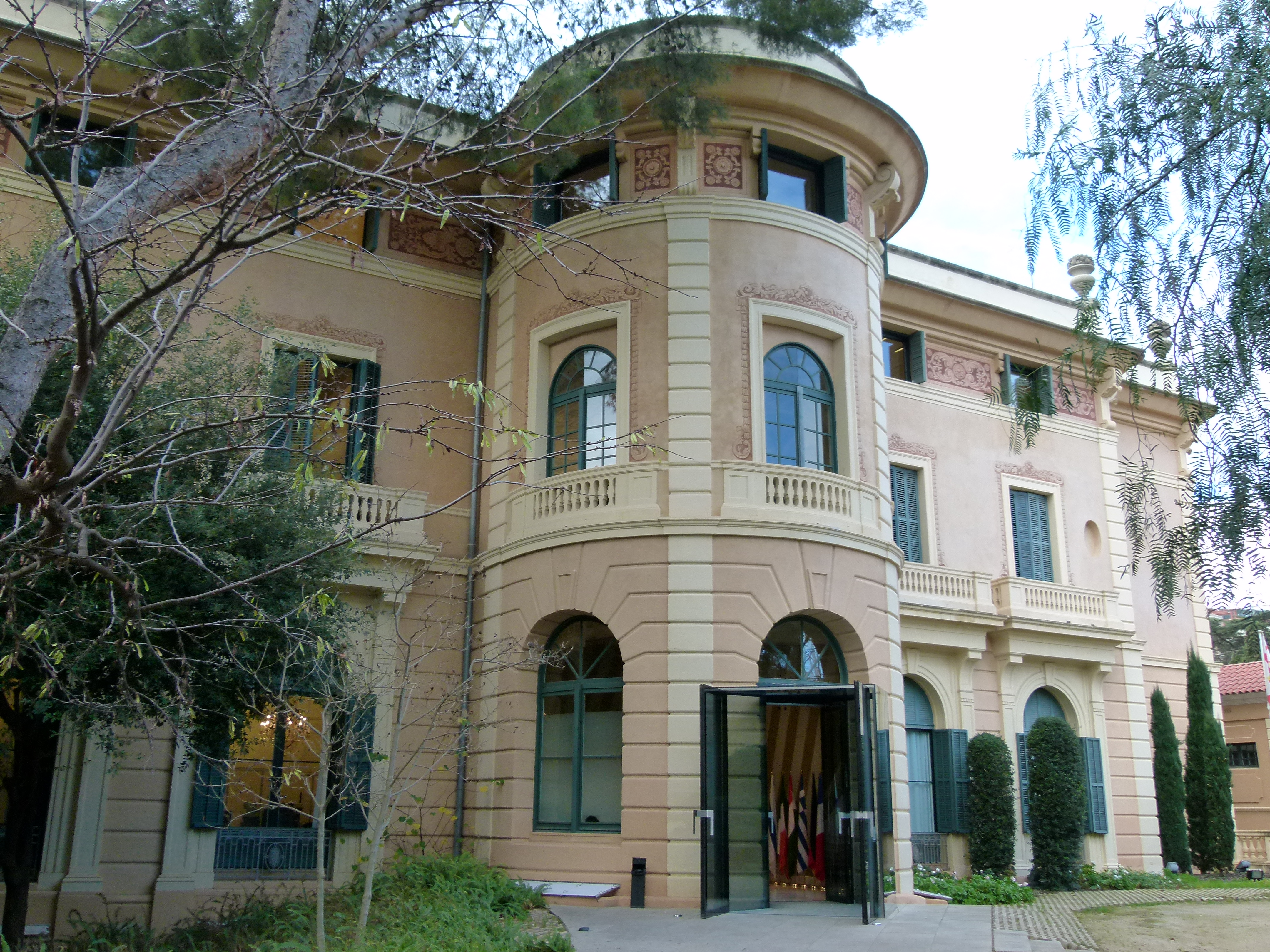
Le Siège de l'UpM

L’Union pour la Méditerranée (UpM ; en anglais : Union for the Mediterranean, UfM ; en arabe : الاتحاد من أجل المتوسط Al-Ittiḥād min ajl al-Mutawassaṭ) est une organisation intergouvernementale rassemblant quarante-deux pays d’Europe et du bassin méditerranéen : les vingt-sept États membres de l’Union européenne et quinze pays méditerranéens partenaires d’Afrique du Nord, du Moyen-Orient et d’Europe du Sud-Est. Son secrétariat général se situe à Barcelone.
L'UpM est fondée le 13 juillet 2008, lors du Sommet de Paris pour la Méditerranée. L'organisation est destinée à renforcer le Partenariat euro-méditerranéen (Euromed) mis en place en 1995 sous le nom de Processus de Barcelone.
L’organisation a pour but de promouvoir la stabilité et l’intégration à travers la région méditerranéenne. L’UpM est un forum permettant de débattre des questions stratégiques régionales et s'appuyant sur les principes de la co-appropriation, de la codécision et de la coresponsabilité partagée entre les deux rives de la Méditerranée. Son objectif principal consiste à augmenter l’intégration Nord-Sud et Sud-Sud dans la région méditerranéenne afin de soutenir le développement socio-économique des pays et d’assurer la stabilité dans la région. Par le biais de ses actions, l’institution se concentre sur deux piliers fondamentaux : favoriser le développement humain et promouvoir le développement durable.
Pour cela, elle identifie et accompagne des projets d'intérêt régional à géométries variables, auxquels elle attribue son label par décision consensuelle des quarante-trois pays. Ces projets et initiatives sont axés sur six secteurs d’activité mandatés par les États membres de l’UpM : « Développement des entreprises », « Enseignement supérieur et recherche », « Affaires civiles et sociales », « Énergie et action pour le climat », « Transport et développement urbain », « Eau et environnement ».

## Historique

### Contexte historique

#### Processus de Barcelone

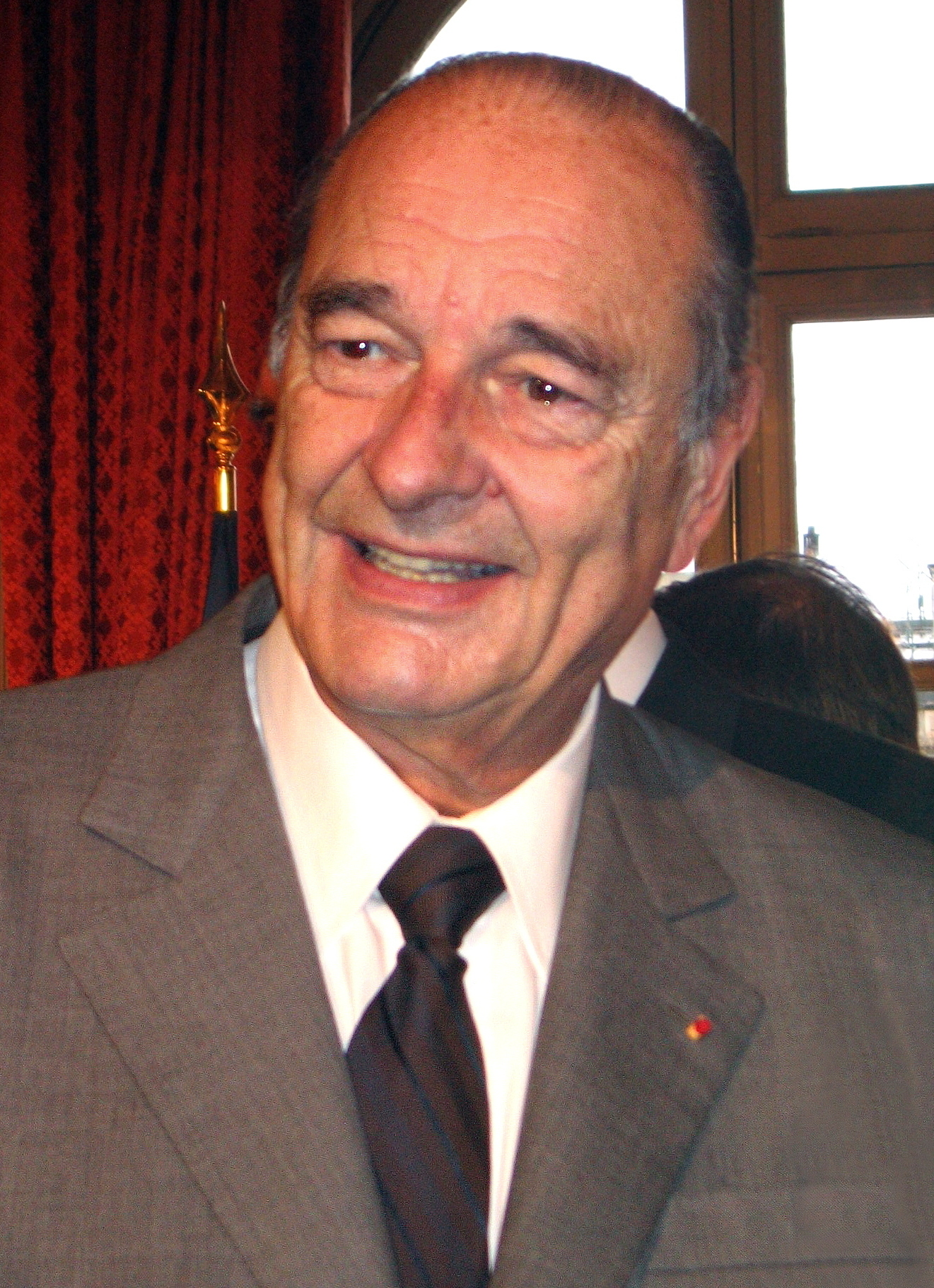
Le président français Jacques Chirac, l'un des fondateurs du Processus de Barcelone.

Lancé, à l'initiative du président français Jacques Chirac, à la suite de la déclaration de Barcelone — déclaration adoptée lors de la conférence ministérielle euro-méditerranéenne qui s'est tenue du 27 au 28 novembre 1995 — le processus de Barcelone établit un partenariat euro-méditerranéen dans les domaines de la sécurité, du développement et de la culture entre l'Union européenne et dix autres États riverains de la mer Méditerranée, : l'Algérie, l'Égypte, Israël, la Jordanie, le Liban, le Maroc, la Syrie, la Tunisie, la Turquie et l'Autorité palestinienne ; la Libye et l'Irak ont eux le statut d'observateurs.
Ces États profitant d'intérêts communs ainsi qu'un long passé d'échanges mutuels, le Processus de Barcelone définit notamment un programme de travail conjoint destiné à construire ensemble un espace de paix, de sécurité et de prospérité partagée — respectant notamment la déclaration universelle des droits de l'homme — mais également à développer les ressources humaines, à améliorer la compréhension entre les cultures et à favoriser les échanges entre les sociétés civiles au moyen d'une zone de libre-échange.
En 2005, ces objectifs ont été réaffirmés lors du sommet de Barcelone tout en s'attardant sur des enjeux concernant l'immigration et la lutte contre le terrorisme, domaines devenus prioritaires du partenariat. Le sommet a également été l'occasion de souligner les réussites du partenariat, mais également les « importantes » limites du Processus de Barcelone.

#### L'apparition du concept
Le 22 octobre 2005, à quelques semaines du sommet marquant les dix ans d'existence du processus de Barcelone, Jacques Graindorge, président de l'association Finances Méditerranée censée aider au développement des pays du pourtour méditerranéen, Panagiotis Roumenotis, ancien ministre des Finances de la Grèce et président de l'association Calame (Centre d'analyse et de liaison des acteurs de la Méditerranée), et Jean-Louis Guigou, ancien directeur de la Datar et président de l'Institut de prospective du Calame, prennent acte de l'enlisement du partenariat et lancent un appel pour une Communauté du monde méditerranéen. Nicolas Sarkozy lance, lors de sa campagne présidentielle, l'idée d'une union méditerranéenne.
Si pendant le conflit Israël-Liban de l'été 2006, cette idée refait surface chez des universitaires et des intellectuels français pour amener Israël et pays arabes à coopérer dans un cadre international sur des sujets consensuels[réf. nécessaire], c'est le ministre français Nicolas Sarkozy — alors seulement candidat à l'élection présidentielle —, conscient des limites du partenariat, qui émet l'idée, lors d'un meeting à Toulon le 7 février 2007, de créer une union méditerranéenne visant à donner un nouveau souffle au partenariat ; ce projet a pour but à la fois d'établir une dynamique politique hors Union européenne et d'offrir une alternative sérieuse à l'adhésion de la Turquie dans l'UE.
La Tunisie accepte le projet dès l’été 2007 et l'ex-président Zine el-Abidine Ben Ali soutient les démarches de Nicolas Sarkozy tout en rappelant, lors de la visite d’État de ce dernier en Tunisie en avril 2008, sa volonté d’« une participation plus large des pays de la rive sud à l’élaboration des plans et à la prise des décisions ». Les chefs d’entreprise tunisiens voient cette union comme un « accélérateur de projets ».
Lors de la visite d’État au Maroc du président français en octobre 2007, le roi Mohammed VI déclare dans son discours de Marrakech : « Nous sommes déterminés à explorer avec vous toutes les opportunités visant à promouvoir une approche inédite et progressive du partenariat ainsi envisagé et une prise en charge novatrice et solidaire des multiples défis de notre espace méditerranéen ». L’ambassadeur marocain à Paris, Fathallah Sijilmassi, est alors assez actif dans la promotion du projet.
L'ex-président égyptien Mohammed Hosni Moubarak est aussi favorable au projet. Les milieux intellectuels et universitaires égyptiens se montrent intéressés, tel le professeur de sciences politiques Mona Makram-Ebeid qui dans Al-Ahram Hebdo soutient fermement la coopération méditerranéenne et considère que l’Égypte pourrait « jouer un énorme rôle pour être la force motrice de cette Union » aux côtés de la France.
Dans son discours de Tanger, le 23 octobre 2007, Nicolas Sarkozy invite tous les dirigeants des pays riverains de la Méditerranée à participer « sur un pied d'égalité » à une conférence au sommet à Paris en juin 2008 — à l'aube de la présidence française de l'Union européenne — qui doit marquer la naissance politique de cette union. Le projet français préconise la coopération entre les pays des deux rives sur des domaines consensuels comme l'eau, l'environnement, l'énergie ou encore les transports. Israël est invité à y prendre part, tandis qu'en France, la région Provence-Alpes-Côte d'Azur appelle à la création d'un véritable "plan Marshall" pour la Méditerranée, afin « d'assurer la paix et la sécurité dans l'espace euro-méditerranéen dont les peuples sont liés par leur communauté de destin ».
En octobre 2007, le président grec Károlos Papoúlias, qui effectue une visite d’État en France, affirme son approbation et son soutien au projet d’Union méditerranéenne. « La Grèce se montre particulièrement intéressée », selon le service de presse de l’Élysée.
À Rome lors d’un sommet entre José Luis Rodríguez Zapatero, Romano Prodi et Nicolas Sarkozy le 20 décembre 2007, est lancé un appel en faveur de la coopération méditerranéenne en continuité avec les dispositifs existants.
Selon l’appel de Rome, le projet intéresserait en premier lieu 25 pays, les 22 ayant un littoral méditerranéen ainsi que le Portugal, la Jordanie et la Mauritanie, tous trois déjà très impliqués dans divers processus euro-méditerranéens.
En mars 2008, Alfred Mignot, éditeur-fondateur de Vox Latina critique ce nouveau projet a minima, paneuropéen mettant en avant le potentiel élevé d'inertie résultant du nombre élevé d'États désormais concernés. le 17 décembre 2015, il fera volte-face et signera sur le site du journal La Tribune un article intitulé "Pourquoi et comment l'Union pour la Méditerranée sera plus forte que jamais". En mai 2008, le journal Le Monde parle d’une « bienveillance américaine à l’égard du projet d’Union méditerranéenne ». En parallèle, l'Algérie a, notamment par la voix de son ministre des Affaires étrangères, demandé des « clarifications et des précisions » quant à la présence et au rôle d'Israël dans cette Union, craignant ouvertement que le nouveau cadre ne serve de prétexte à une « normalisation rampante » des relations avec l'État hébreu. Informées par la presse, les autorités algériennes ont aussi mal pris le fait que la coprésidence reviendrait à l'Égypte, le siège du secrétariat à la Tunisie et le secrétariat général à un Marocain. Début mai 2008, lors d'une visite à Alger, la ministre française de l'Intérieur, Michèle Alliot-Marie, a démenti ces informations.

« La Méditerranée est au cœur de toutes les grandes problématiques de ce début de siècle. Développement, migrations, paix, dialogue des civilisations, accès à l'eau et à l'énergie, environnement, changement climatique : c'est au sud de l'Europe que notre avenir se joue. »

— Bernard Kouchner, ministre français des Affaires étrangères, Le Monde, 10 juillet 2008
D'intenses négociations entre États sont alors amorcées. Elles prennent fin avec le compromis trouvé au Conseil de l'Union européenne les 13 et 14 mai 2008.

### Fondation
L’UpM est officiellement créée le 13 juillet 2008 à Paris, lors de la signature de la Déclaration commune du Sommet de Paris pour la Méditerranée dans laquelle elle est d’abord dénommée « Processus de Barcelone : une Union pour la Méditerranée ».
Les chefs d'État et de gouvernement de 43 pays – les 27 états membres de l’Union européenne et 16 États du sud et de l’est de la Méditerranée – participent à ce sommet, à l’invitation de la présidence du Conseil de l’Union européenne, alors assurée par la République française dirigée par Nicolas Sarkozy. Y assistent également les dirigeants officiels de l'Union européenne, du Parlement européen, de l'Organisation des Nations unies, du Conseil de coopération des États arabes du Golfe, de la Ligue des États arabes, de l'Union africaine, de l'Union du Maghreb arabe, de l'Organisation de la conférence islamique, de la Banque africaine de développement, de la Banque européenne d'investissement, de la Banque mondiale, de l'Alliance des civilisations et de la fondation Anna Lindh. Cette journée sera plus tard « épinglée » par la Cour des comptes dans un rapport faisant remarquer son prix élevé (16,6 millions d'euros). Près de 600 journalistes de la presse internationale y assistent.
Le sommet marque un succès diplomatique pour la France, notamment en offrant un cadre favorisant la paix au Proche-Orient. La présence au sein de la même enceinte des chefs d'État ou de gouvernement d'Israël, de la Syrie, du Liban et de l'Autorité palestinienne marque en effet une volonté de dialogue pour résoudre les conflits au Proche-Orient. Le 12 juillet 2008, le président syrien Bachar el-Assad et le président libanais Michel Sleiman annoncent chacun au palais de l'Élysée leur intention de normaliser leur relation diplomatique en ouvrant une représentation diplomatique respectivement à Beyrouth et à Damas.
Les 43 pays présents y réaffirment les objectifs de paix, de stabilité et de sécurités énoncés en 1995 et réaffirment le processus de Barcelone en signant une déclaration commune.

### 2008-2011: les débuts
La nouvelle institution se concentre sur 6 initiatives clé : la dépollution de la Méditerranée, les autoroutes maritimes et terrestres, la protection civile pour répondre aux catastrophes naturelles, l'enseignement supérieur et la recherche (avec une université euro-méditerranéenne), les énergies alternatives et une « initiative méditerranéenne de développement des affaires » prenant la forme d'un soutien aux petites et moyennes entreprises (PME).
L'organisation est renommée « Union pour la Méditerranée » lors de la première réunion des ministres des Affaires étrangères des 43 pays, qui se déroule à Marseille les 3 et 4 novembre 2008. Cette réunion se conclut par une nouvelle déclaration commune, qui vient compléter celle de Paris en définissant notamment l'architecture institutionnelle et les principes de fonctionnement de l'UpM. La conférence est un succès politique, les pays arabes ayant accepté qu'Israël bénéficie d'un siège d'un secrétaire général adjoint, grâce notamment à l'accord de la Syrie.
Son organisation est fondée sur une coprésidence tournante assurée conjointement par un dirigeant de la rive nord, désigné selon les mécanismes de représentation en vigueur au sein de l'UE, et un dirigeant de la rive sud, désigné par consensus dans les États concernés. Nicolas Sarkozy envisage d'être le premier président du nord, et que le premier président du sud soit Mohammed Hosni Moubarak. Il souhaite également que le futur « secrétariat général » permanent soit localisé en Tunisie. Ces initiatives jettent un froid dans les capitales européennes et à Bruxelles : « il n’y a pas beaucoup de démocratie, en dehors d'Israël, au sud de la Méditerranée », déclare un fonctionnaire européen aux Coulisses de Bruxelles. « Mais pour le secrétariat, on pourrait au moins choisir le Maroc qui est quand même un peu plus présentable ». La Commission européenne fait savoir finalement qu'elle refuse que Nicolas Sarkozy assure la présidence de l'UpM ; pour Bruxelles, la France peut coprésider l'UpM, mais juste pendant les six mois de la présidence française du Conseil de l'Union européenne. Le président égyptien et le président français sont finalement les deux premiers coprésidents. La France propose par ailleurs de développer les liens avec les États membres de l'OSCE via une présentation du représentant français à l'Assemblée parlementaire de l'OSCE (Gilles Mentré) les 18-21 septembre 2008.
En janvier 2009, l'UpM investit Pierre Laffitte d'une mission pour la création d'un réseau spécifique de développement de l'innovation en Euroméditerranée. D'une durée de deux ans, la mission est de favoriser cette coopération avec les membres de l'Union pour la Méditerranée, d'aider à la création de nouveaux pôles en Méditerranée autour des axes prioritaires. Dans ce cadre, la fondation "Réseau Innovation Euromed" est créée après quelques semaines.
Le 23 janvier 2009, le président libyen Mouammar Kadhafi estime que l'offensive israélienne dans la bande à Gaza a « porté un coup à l'Union pour la Méditerranée » dont fait partie Israël, proposant que cette Union se limite aux pays nord-africains et du sud de l'Europe occidentale. L'invasion de Gaza par Israël marque un tournant dans l'histoire de l'UpM et pour la première fois depuis le lancement du processus EuroMed, en novembre 1995, des pays boycottent les réunions. Henri Guaino annonce fin mars le lancement d'une « initiative politique » pour redémarrer le processus. L'Égypte, considérant que l'UpM est la plateforme idéale pour se faire entendre, prône alors le dialogue et réussit à rassembler l'ensemble du monde arabe derrière elle. Trente pays de l'UpM forment alors un groupe de travail pour réfléchir aux statuts de l'organisation et font progresser différents projets, notamment concernant l'énergie solaire et la protection civile.
Le 28 avril 2010, la commission des affaires étrangères du Parlement européen s'est prononcée pour une relance de l’UpM (Union pour la Méditerranée) à travers le vote du rapport de Vincent Peillon, eurodéputé socialiste. En effet, les socialistes européens considèrent l’UpM comme étant une priorité stratégique pour l’Europe.
La commission des affaires étrangères du Parlement européen a souligné l’importance de cette « union de projets », en rassemblant un grand nombre de propositions sur les six grands secteurs stratégiques de l’UpM (la protection civile, les autoroutes de la mer et les autoroutes terrestres, la dépollution de la Méditerranée, le plan solaire méditerranéen, l’Initiative pour l’expansion des affaires en Méditerranée et l’université euro-méditerranéenne), tout en soulignant l’importance d’élargir le champ des coopérations au domaine de la culture, de l’agriculture ou encore des migrations. Le plan solaire méditerranéen (PSM) a fait l'objet d'une évaluation positive par l'Inspection générale des finances et le Conseil général de l'Industrie, de l'Energie et des Technologies en 2008.
Un secrétariat doté d’une structure juridique distincte et d’un statut autonome est créé en 2010. Son siège est fixé à Barcelone. L’ambassadeur jordanien Ahmad Massadeh est nommé secrétaire général en mars 2010. Il quitte ses fonctions en février 2011, et est remplacé par l’ambassadeur marocain, Youssef Amrani en juillet 2011.
Le 26 mai 2010, la France annonce la création du fonds Inframed par la Caisse des dépôts française et la Cassa depositi e prestiti italienne, qui a pour objectif un montant global de 600 millions d'euros, pour à terme, financer les projets de l'UpM. Les riches États du Golfe sont considérés comme des bailleurs de fonds potentiels.
Le 22 juin 2011, l’UpM labellise son tout premier projet, la création d'une usine de dessalement d'eau de mer pour la bande de Gaza.

### Depuis 2012
En 2012, les pays de l’UpM labellisent sept nouveaux projets, augmentant le nombre total de projets labellisés par l’Union pour la Méditerranée à 13,, dans les domaines sectoriels du transport, de l’éducation, de l’eau et du développement des entreprises.
En janvier 2012, le secrétaire général de l'UpM, le Marocain Youssef Amrani, est nommé ministre délégué auprès du ministre des Affaires étrangères et de la Coopération au sein du gouvernement Benkiran I. Il est remplacé à ce poste de secrétaire général de l'UpM par son compatriote le diplomate Fathallah Sijilmassi. En juin 2018, le diplomate égyptien Nasser Kamel, ancien ambassadeur d’Égypte à Paris lors du lancement de l'UpM et de la présidence franco-égyptienne, est nommé Secrétaire général de l'UpM.
En 2013, l’Union pour la Méditerranée lance ses premiers projets :
- 30 avril : Jeunes femmes créatrices d’emploi[43]
- 28 mai : Gouvernance & Financement du secteur de l’Eau en Méditerranée[44]
- 17 juin : LogismedTA[45](activités de formation dans le cadre du Programme de développement d’un réseau de plateformes logistiques euro-méditerranéennes)

Entre 2013 et 2017, douze réunions ministérielles sectorielles ont eu lieu en présence des ministres des États membres de l’UpM :
- Conférence ministérielle de l’UpM sur le renforcement du rôle des femmes dans la société – septembre 2013[46]
- Conférence ministérielle de l’UpM sur le transport – novembre 2013[47]
- Conférence ministérielle de l’UpM sur l’énergie – décembre 2013[48]
- Conférence ministérielle de l’UpM sur la coopération industrielle - février 2014[49]
- Conférence ministérielle de l’UpM sur l’environnement et changement climatique – mai 2014[50]
- Conférence ministérielle de l’UpM sur l’économie numérique - septembre 2014[51]
- Conférence ministérielle de l’UpM sur l'économie Bleue - novembre 2015[52]
- Conférence ministérielle de l’UpM sur la coopération et la planification régionales – juin 2016[53]
- Conférence ministérielle de l’UpM sur l’emploi et le travail – septembre 2016[54]
- Conférence ministérielle de l’UpM sur l’énergie – décembre 2016[55]
- Conférence ministérielle de l’UpM sur l’eau – avril 2017[56]
- Conférence ministérielle de l’UpM sur le développement urbain durable – mai 2017[57]

En 2015, l’UpM a un total de 37 projets labellisés dont 19 sont en phase de mise en œuvre.
Le 16 janvier 2015, lors de l'ouverture du forum Renouveaux du monde arabe à l'Institut du monde arabe, François Hollande évoque dans son discours la situation difficile des réfugiés en Europe et précise qu'il faudrait "utiliser davantage les institutions qui existent telles que l'Union pour la Méditerranée".
Le 21 janvier 2015, le roi d'Espagne Philippe VI réitère son engagement pour l'UpM et déclare : "L'Afrique du Nord, le Maghreb en particulier, reste une priorité de notre politique étrangère. D'où nos efforts pour renforcer les relations bilatérales et notre participation active à des forums tels que l'Union pour la Méditerranée ou le Dialogue 5 + 5".
Le 5 juin 2015, l’Espagne et le Maroc renouvellent « leur plein engagement en faveur de l’Union pour la Méditerranée, en tant que cadre idoine pour un partenariat fort et solidaire entre les deux rives de la Méditerranée ». Le 29 mai 2015, le Portugal et la Tunisie se félicitent « du rôle de l’Union pour la Méditerranée dans les relations euro-méditerranéennes » et appellent à renforcer son rôle et sa capacité financière.
Le 18 novembre 2015, la révision de la politique européenne de voisinage (PEV), publiée par le Service Européen pour l'Action Extérieure et par la Commission et confirmée par le Conseil européen le 14 décembre, positionne l'UpM comme une force motrice pour l'intégration et la coopération régionale.
À l'occasion du 20e anniversaire de la déclaration de Barcelone, le 26 novembre 2015, et à l'initiative des co-présidents de l'UpM, Federica Mogherini (Vice-présidente de la Commission européenne et Haute Représentante de l'Union européenne pour la politique étrangère et la sécurité) et Nasser Judeh (ministre des Affaires étrangères du Royaume de Jordanie), une réunion informelle des ministres des affaires étrangères des pays de l'UpM a lieu à Barcelone, renouvelant leur engagement politique en faveur du développement de la coopération régionale dans le cadre de l'UpM.
La troisième conférence ministérielle sur le renforcement du rôle des femmes dans la société a eu lieu en septembre 2013 à Paris. La conférence a rassemblé des ministres des 43 États membres de l’UpM chargés des droits des femmes et de l’égalité entre les femmes et les hommes.
Le 14 novembre 2013, les ministres du Transport des 43 pays de l’UpM se sont réunis à Bruxelles, à l’occasion de la Conférence ministérielle de l’Union pour la Méditerranée sur le Transport.
Le 14 décembre 2015, l'Assemblée générale des Nations unies a adopté la résolution A/70/124 octroyant à l'Union pour la Méditerranée le statut d'observateur en son sein.
À l’occasion de leur première réunion de l’année 2016, les hauts fonctionnaires des États membres de l’UpM ont approuvé 4 nouveaux projets régionaux dans les domaines de la croissance inclusive, du développement durable et de l’autonomisation des femmes.
En février 2016, les activités de formation du projet « Les compétences au service de la réussite » labellisé par l’UpM se sont conclues en Jordanie et au Maroc par une hausse de l'emploi. Le pourcentage d’emplois obtenus par rapport au nombre total de demandeuses d’emploi en Jordanie et au Maroc (115 diplômées) est estimé à 49 %, et 6 % des participantes ont trouvé un stage.
Le 12 mars 2016, l’UpM a reçu le Badge of Honor de l’Agrupación Española de Fomento Europeo (AEFE), en reconnaissance de la valeur de son travail en faveur des valeurs universelles et des droits humains dans la région méditerranéenne.
Le 2 juin 2016, l’UpM a tenu sa première réunion ministérielle pour la coopération et la planification régionales, sur invitation du commissaire de l’UE, Johannes Hahn, et Imad N. Fakhoury, le ministre jordanien de la Coopération et de la Planification. Les ministres ont reconnu le besoin de stimuler l’intégration économique entre les pays méditerranéens afin de créer les opportunités dont la région a tant besoin en matière de croissance inclusive et de création d’emplois. Ils ont également souligné le rôle crucial de l’Union pour la Méditerranée à cet effet, saluant le travail de son Secrétariat général, qui encourage les progrès réalisés en matière de coopération et d’intégration régionales, notamment en assurant la promotion de projets à l'échelle régionale.
Les 18 et 19 juillet 2016, l’UpM a participé activement à la MedCOP Climat 2016 en tant que partenaire institutionnel de la région de Tanger. La MedCOP Climat 2016 a organisé un forum présentant divers projets et initiatives soutenus par l’UpM contribuant à établir un agenda méditerranéen pour le climat. Parmi ces projets et initiatives, figurent la création d’un réseau méditerranéen pour les jeunes travaillant sur des thèmes liés au climat, le Comité régional de Coopération sur le financement climatique, pour rendre le financement de projets sur le climat plus efficace, et le lancement du projet Energy University de Schneider Electric soutenu par l’UpM.
Les 10 et 11 octobre 2016 à Barcelone, le Secrétariat général de l’UpM a organisé la troisième conférence de haut niveau sur l’autonomisation des femmes, qui a suivi les éditions de 2014 et de 2015 et était destiné à préparer la quatrième conférence ministérielle de l’UpM sur le renforcement du rôle des femmes dans la société, lequel devrait avoir lieu fin 2017. La conférence offrait un forum de dialogue régional, dans le cadre duquel les 250 participants issus de plus de 30 pays ont souligné le besoin d’investir dans la contribution essentielle des femmes pour répondre aux défis actuels de la région méditerranéenne. Un rapport a été préparé à la suite de la demande formulée à Paris lors de la déclaration ministérielle de l’UpM sur le renforcement du rôle des femmes dans la société. Cette demande était « d'établir un mécanisme de suivi efficace consistant en un forum euro-méditerranéen et de garantir un dialogue constructif sur les politiques, la législation et la mise en œuvre concernant les femmes ».
Le 1er novembre 2016, l’UpM a officiellement lancé le projet « Programme intégré pour la protection du lac de Bizerte contre la pollution » à Bizerte, en Tunisie. L’évènement a été lancé en présence de Youssef Chahed, chef du gouvernement tunisien, de Federica Mogherini, haute représentante de l’Union européenne pour les Affaires étrangères et la politique de sécurité et vice-Présidente de la Commission européenne, et de Fathallah Sijilmassi Secrétaire général de l’Union pour la Méditerranée. Avec un budget total de plus de 90 millions d’euros sur une période de 5 ans, le programme contribuera à nettoyer le lac de Bizerte, dans le nord de la Tunisie, mais permettra également d’améliorer les conditions de vie des populations voisines et de réduire les principales sources de pollution qui affectent la mer Méditerranée. Le projet est soutenu par des institutions financières internationales telles que la Banque européenne d'investissement et la Commission européenne, ainsi que la Banque européenne pour la reconstruction et le développement.
En novembre 2016, le Secrétariat général de l’UpM devient officiellement un observateur de la Convention-cadre des Nations unies sur les changements climatiques (CCNUCC) à la COP22, et participe activement par le biais d’initiatives et de projets régionaux spécifiques visant à atteindre les objectifs de l’Accord de Paris dans la région euro-méditerranéenne.
En 2016, 47 projets de coopération régionale d’une valeur de plus de 5,3 millions d’euros ont été labellisés par l’UpM grâce au soutien unanime des 43 États membres. L’application de ces projets s’accélère et engendre des résultats positifs sur le terrain.
Le 23 janvier 2017, les États membres de l’Union pour la Méditerranée ont pris un engagement politique solide pour le renforcement de la coopération régionale dans la région méditerranéenne en soutenant la feuille de route de l’UpM pour l’action lors du deuxième Forum régional de l’UpM, qui a eu lieu les 23 et 24 janvier 2017 à Barcelone sous le thème « La Méditerranée en action : les jeunes au service de la stabilité et du développement ».
Cette feuille de route se concentre sur les quatre domaines d’action suivants :
- Renforcer le dialogue politique entre les États membres de l’UpM ;
- Garantir la contribution des activités de l’UpM à la stabilité régionale et au développement humain ;
- Renforcer l’intégration régionale ;
- Consolider la capacité d’action de l’UpM.

Le 22 février 2017, le Secrétariat général de l’Union pour la Méditerranée et l'Agence suédoise de développement et coopération internationale (ACID) ont signé un accord financier pluriannuel de 6,5 millions d’euros visant à soutenir les activités de l’UpM en faveur d’un développement plus inclusif et durable dans la région.
Le 10 avril 2017, les chefs d’État ou de gouvernement chypriote, français, grec, italien, maltais, portugais et espagnol se sont réunis à Madrid à l’occasion du troisième sommet des pays du sud de l’Union européenne, où ils ont réaffirmé leur soutien à l’Union pour la Méditerranée et ont souligné son « rôle central dans la consolidation de la coopération régionale dans la région euro-méditerranéenne, en tant qu’expression de la co-appropriation dans la gestion de notre agenda régional commun, afin de relever efficacement et collectivement nos défis actuels ».
En 2017, 51 projets de coopération régionale, d’une valeur de plus de €5.3 milliards, ont été labellisés par l’UpM, grâce au soutien unanime des 43 États membres. La mise en œuvre de ces projets s’accélère et produit des résultats positifs sur le terrain.
27 novembre 2017. Les ministres des 43 pays membres de l’UpM se sont réunis au Caire pour la 4ème Conférence ministérielle de l’UpM sur le ”Renforcement du rôle des femmes dans la société afin de se mettre d’accord sur un agenda commun permettant de renforcer le rôle des femmes dans la région euro-méditerranéenne.
Le 29 novembre 2017, la Conférence régionale des acteurs de l’UpM sur l’Économie bleue, a réuni plus de 400 parties prenantes clés sur les questions marines et maritimes de toute la région, avec des représentants de gouvernements, des autorités régionales et locales, des organisations internationales, des universités, du secteur privé et de la société civile.
Le 20 mars 2018, la Commission européenne et le gouvernement de Palestine, en partenariat avec l’Union pour la Méditerranée, ont accueilli une Conférence internationale des bailleurs de fonds dans le but de consolider le soutien financier à la construction d’une usine de dessalement de grande envergure et des infrastructures connexes pour l’approvisionnement en eau dans la bande de Gaza.
Le 13 juillet 2018, l’UpM fête son 10e anniversaire, avec 51 projets de coopération régionale labellisés, 12 plateformes de politique régionale créées et plus de 300 fora d’experts organisés.

## Objectifs et principales réalisations
Le principal objectif de l'Union pour la Méditerranée est de renforcer la coopération et l'intégration dans la région euro-méditerranéenne ainsi que le dialogue régional et la mise en œuvre de projets concrets et structurants pour la région. Les projets soutenus par l’UpM obéissent au principe de la géométrie variable qui permet à chaque pays, en fonction de ses priorités, de prendre part, lorsqu’il le souhaite, aux projets labellisés susceptibles de le concerner.

### Dialogue régional

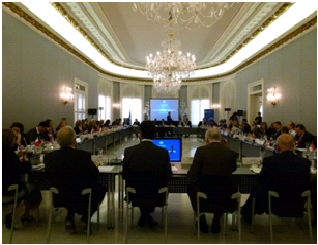
Réunion ministérielle sectorielle de l'Union pour la Méditerranée.

L’UpM intervient en complément de la politique européenne de voisinage mise en place en 2004 et des politiques nationales de développement des pays de l’UpM, ceci en favorisant l’émergence d’un projet commun autour de la Méditerranée via l’organisation de rencontres régulières entre ses 43 pays membres. Elle sert de plateforme centrale de formulation des priorités régionales et d’échange d’expériences sur les principaux défis auxquels est confrontée la région.
Le Secrétariat général de l’UpM applique les décisions prises au niveau politique à travers des forums de dialogue sectoriel régionaux et sous-régionaux et des activités de suivi, lui permettant ainsi de suivre les engagements ministériels et de promouvoir des initiatives en faveur de la coopération régionale.
La poursuite de cet objectif se fait en articulation avec l'action des autres organisations et forums de coopération régionales concernés (Ligue arabe, Union du Maghreb arabe) et en complémentarité avec les dialogues sous-régionaux de coopération comme le Dialogue 5+5 auquel l'UpM est activement associée.
Ces forums de dialogue régional structuré ont bénéficié à plus de 20 000 acteurs de la région méditerranéenne, notamment des parlementaires et des représentants d’organisations internationales, des ONG, des organisations de la société civile, des institutions financières internationales, des agences de développement, des acteurs de l’industrie et du secteur privé, des universités, ainsi que des groupes de réflexion.
Plus de vingt réunions ministérielles sectorielles ont été organisées entre les quarante-trois pays depuis le lancement de l’UpM en 2008, dont 12 depuis 2013 :
- Conférence ministérielle sur le renforcement du rôle des femmes dans la société, Paris, 12 septembre 2013[91],
- Conférence ministérielle sur le transport, Bruxelles, 14 novembre 2013[92],
- Conférence ministérielle sur l’énergie, Bruxelles, 11 décembre 2013[93],
- Conférence ministérielle sur la coopération industrielle, Bruxelles, 19-20 février 2014[94],
- Conférence ministérielle sur l’environnement et le changement climatique, Athènes, 12-13 mai 2014[95],
- Conférence ministérielle sur l’économie numérique, Bruxelles, 30 septembre 2014[96],
- Conférence ministérielle sur l’économie bleue, Bruxelles, 17 novembre 2015[52],
- Conférence ministérielle sur la coopération et la planification régionales, mer Morte, Jordanie, 2 juin 2016[53]
- Conférence ministérielle sur l’emploi et le travail, mer Morte, Jordanie, 26 septembre 2016[54]
- Conférence ministérielle sur l’énergie, Rome, 1er décembre 2016[55]
- Conférence ministérielle sur l’eau, La Valette, 27 avril 2017[56]
- Conférence ministérielle sur le développement urbain durable, Le Caire, 22 mai 2017[57]

En mars 2015, la conférence interparlementaire sur la politique étrangère et de sécurité commune et sur la politique de sécurité et de défense commune décrit dans ses conclusions finales l'UpM comme étant le forum « le plus efficace et le plus multilatéral de la région »[réf. nécessaire].
En mai 2016, l’Assemblée parlementaire de l’UpM a reconnu, dans la déclaration finale de sa 12e Assemblée plénière, « l’importance du rôle central joué par l’UpM dans la promotion de la coopération et de l’intégration régionales dans la région méditerranéenne […] ».
En janvier 2017, à l’occasion du deuxième forum régional de l’UpM, qui a réuni les ministres des Affaires étrangères des 43 États membres, Federica Mogherini, haute représentante de l’Union européenne pour les Affaires étrangères et la politique de sécurité et vice-présidente de la Commission européenne, a déclaré : « Ensemble, nous nous sommes engagés à lutter contre le manque d’intégration, les tensions et les conflits, et à investir de manière cohérente dans davantage de dialogue politique et de coopération et d’intégration régionales dans des domaines d’action très concrets par le biais de l’Union pour la Méditerranée ».
Le troisième Forum régional de l’Union pour la Méditerranée (UpM) s’est tenu à Barcelone le 8 octobre 2018 sous le titre «Dix ans de l’UpM : construisons ensemble l’avenir de la coopération régionale».

### Projets régionaux
Via le processus de labellisation, l'UpM soutient des projets qui ciblent des défis régionaux communs et qui sont susceptibles d'avoir un effet direct sur la vie des citoyens.
En décembre 2015, 37 projets ont été labellisés par l’UpM. À partir de juin 2018, plus de 50 projets ont été labellisés par l’UpM.

#### Développement humain
En 2013, à la suite d'un processus de consultation avec les parties prenantes, l’UpM a lancé une initiative régionale (Med4Jobs) qui définit les priorités d’intervention en matière d’employabilité, de services intermédiaires et de création d’emplois dans la région, et grâce à laquelle des projets spécifiques sont développés.

##### Projets d'enseignement supérieur et de recherche
Parmi les projets d'enseignement supérieur et de recherche se trouvent :
- MedNC – Réseau méditerranéen nouvelle chance,
- HOMERe – Haute Opportunité en Méditerranée pour le Recrutement de cadres d’excellence,
- Enseignement supérieur en sécurité alimentaire et développement rural,
- Programmes de master de l’EMUNI,
- Programmes de recherche de doctorat de l’EMUNI dans trois domaines,
- Programme de recherche de master en sciences du risque,
- Université euro-méditerranéenne de Fès qui s'est ouverte en 2014[103],
- École internationale de la Méditerranée orientale (EMIS).

Employabilité des jeunes et croissance inclusive
En 2015, le secrétariat de l'UpM a labellisé 13 projets portant sur les défis de l'employabilité des jeunes et la croissance inclusive. Encadrés par le mandat politique (en particulier les conférences ministérielles sur la coopération industrielle et l'économie numérique) et par les priorités exprimées dans les dialogues régionaux, ces projets visent environ 200 000 bénéficiaires, essentiellement des jeunes, et impliquent plus de 1 000 petites et moyennes entreprises privées.
Après un processus de consultation avec les différents intervenants, l'UpM a lancé en 2013 une initiative cadre dédié régionale (Med4Jobs) qui définit les priorités d'intervention en matière d'employabilité, les services intermédiaires et de création d'emplois pour la région, en vertu duquel des projets spécifiques continuent à être développés.
Le 26 novembre 2014, l'UpM signe un accord pour « renforcer l’implication du secteur privé dans le développement économique et social dans la région méditerranéenne » avec l'ASCAME (Association des chambres de commerce et d'industrie de la Méditerranée).

##### Projets d'affaires civiles et sociales
Parmi les projets d'affaires civiles et sociales se trouvent :
- FAM : « Femmes d'avenir en Méditerranée »,
- CROISSANCE CEED : croissance et développement des petites et moyennes entreprises,
- Former des citoyens responsables – Promouvoir l’éducation civique afin de prévenir la violence à l’école, en particulier à l’encontre des jeunes filles et des femmes,
- Renforcer l’autonomisation des femmes,
- Les compétences au service de la réussite : employabilité des femmes,
- Jeunes femmes créatrices d’emploi,
- Promouvoir l’autonomisation des femmes pour le développement industriel inclusif et durable dans la région MENA[108],
- Droit des femmes à la santé – Le projet WoRTH[109],

Soutien des femmes
Du 11 au 12 novembre 2009 est organisée la première conférence ministérielle de l’UpM. Organisée à Marrakech, elle est consacrée au renforcement du rôle des femmes dans la société et résulte sur la création d’une Fondation des femmes pour la Méditerranée.
Le 30 avril 2013, les 43 pays membres de l’UpM valident le projet « Jeunes femmes créatrices d’emploi » dont le but est de promouvoir l’entrepreneuriat féminin ainsi que l’égalité des sexes. Près d’un an plus tard, le 15 janvier 2014, alors que 2 500 jeunes femmes ont participé au projet, l’UpM signe un protocole mondial avec l’AFAEMME afin d’élargir les compétences de ce projet aux quatre coins du monde. En avril 2015, une Journée de l’entrepreneuriat féminin est organisée en Palestine.
L’UpM soutient également le programme « Employabilité des jeunes femmes » dont le but est de former les jeunes femmes à la recherche d’un emploi, mais en manque de compétence professionnelle. Le projet est lancé dans un premier temps au Maroc, en Tunisie et en Jordanie durant toute la première moitié de l’année 2014 avant de s’élargir à l’Égypte et au Liban fin 2014 et début 2015. En mai 2015, 180 femmes ont profité du programme.
En mai 2015, l’UpM a soutenu 10 projets dont ont bénéficié plus de 50 000 femmes dans la région euroméditerranéenne, ceci avec la participation de plus de 1 000 actionnaires et grâce à un budget dépassant les 127 millions d’euros.

##### Projets de développement des entreprises
- Développer les compétences entrepreneuriales et l’employabilité des jeunes – Maharat MED
- Réseau Entreprendre en Méditerranée
- Promouvoir l’inclusion financière via les services financiers mobiles dans les pays du Sud et de l’Est de la Méditerranée
- Établissement d’une plateforme régionale pour le Développement de Clusters dans les Industries Culturelles et Créatives de la Région Sud de la Méditerranée
- Génération Entrepreneur
- EDILE – Economic Development through Inclusive and Local Empowerment[87]
- EMIPO – EUROMED Invest Promotion & Observatory[88]
- CDEM – Centre euro-méditerranéen pour le développement des entreprises
- Programme pour les PME d’Agadir - Renforcer la compétitivité et le commerce des PME dans les pays membres de l’Accord d’Agadir
- Projet YouMatch – « Boîte à outils » : Élaboration et mise en œuvre d’une boîte à outils pour les services innovants liés au marché du travail, orientés vers les jeunes et s’appuyant sur la demande dans la région MENA

#### Développement durable
En ligne avec les conclusions des conférences ministérielles sectorielles, les objectifs stratégiques de l'UpM en matière de développement durable sont : l'avancement de la stratégie de développement urbain durable euro-méditerranéen ; la facilitation du transport sur terre et sur mer en contribuant à construire un solide réseau euro-méditerranéen ; la dépollution dans la région et l'amélioration de l'accès à la gestion de l'eau ; la promotion des énergies renouvelables et de l'efficacité énergétique ; contribuer à relever le défi du changement climatique dans la région ; tout en exploitant le potentiel de l'économie bleue.[réf. nécessaire]
En 2015, 14 projets ont été labellisés par les 43 pays de l'UpM. L'UpM travaille notamment sur la dépollution du lac tunisien de Bizerte, la construction de l'usine de dessalement d'eau pour la bande de Gaza et le développement urbain intégré de la ville d'Imbaba.
En juillet 2017, l’UpM comptait 21 projets labellisés permettant de soutenir le développement durable régional. Ces projets devraient avoir un effet socio-économique important dans la région, notamment concernant l’action pour le climat, les énergies renouvelables, le transport, le développement urbain, l’eau, l’économie bleue et l’environnement.

##### Projets de transport et développement urbain
- Projet Sfax Taparura de l’UPFI
- Développement de la vallée du Bouregreg
- Projet de rénovation urbaine d’Imbaba
- Réseau ferroviaire jordanien
- Parachèvement de l’axe central de l’autoroute transmaghrébine
- Activités de formation LOGISMED
- Projet de l’autoroute de la mer (MoS) – Turquie-Italie-Tunisie[115]
- Mise en œuvre du Projet OPTIMED MoS – Vers un nouveau couloir méditerranéen : des ports du Sud-Est au Nord-Ouest
- Projet de régénération urbaine multi-sites à Jéricho de l'UPFI
- Projet de gestion intégrée des déchets urbains d’Izmir

##### Projets d'énergie et action pour le climat
- Tafila Wind Farm
- Projet Energy University de Schneider Electric soutenu par l’UpM[116]
- SEMed Private Renewable Energy Framework (Cadre des énergies renouvelables privées – Région SEMed) - « SPREF »

##### Projets d'eau et environnement
- Programme de renforcement des capacités « Intégrité dans le domaine de l’eau dans la région MENA »
- BlueGreen Med-CS
- Projet Méditerranéen RESCP – Post Rio +20 : soutenir l’adoption des modèles de consommation et de production durables (CPD) et d’utilisation rationnelle des ressources (URR) dans la région méditerranéenne
- Vers une Plateforme méditerranéenne des connaissances sur l’eau
- Programme intégré pour la protection du lac de Bizerte contre la pollution
- Gouvernance et financement du secteur de l’eau en Méditerranée
- Le projet « Usine de dessalement pour la bande de Gaza »
- Plastic-Busters pour une Méditerranée sans déchets[117]

## Fonctionnement
Contrairement au Processus de Barcelone, l’Union pour la Méditerranée dispose d'une architecture institutionnelle propre. Cette dernière a été établie lors du Sommet de Paris pour fournir à l’organisation un ensemble d’institutions, afin d’améliorer le niveau politique de ses relations, de promouvoir une meilleure co-appropriation de l’initiative dans l’UE et les pays partenaires méditerranéens, et d’améliorer la visibilité du partenariat euro-méditerranéen.

### Coprésidence

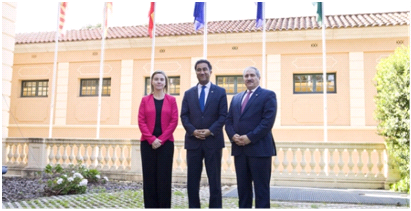
Coprésidents de l'UpM, Mme Federica Mogherini, haute représentante de l'UE pour les Affaires étrangères et la politique de sécurité, et M. Nasser Judeh, ministre des Affaires étrangères du Royaume hachémite de Jordanie, aux côtés du Secrétaire général de l'UpM, M. Fathallah Sijilmassi.

À Paris, afin de garantir la co-appropriation de l’Union pour la Méditerranée, les chefs d’État et de gouvernement ont décidé que deux pays présideraient conjointement l’Union pour la Méditerranée, l’un de l’UE et l’un issu des pays partenaires méditerranéens. Les 27 pays se sont accordés sur le fait que la co-présidence de l’UE devait « être compatible avec la représentation extérieure de l’Union européenne, conformément aux dispositions du traité en vigueur ». Les pays partenaires méditerranéens ont fait le choix de nommer entre eux, par consensus, un pays afin d’assurer la co-présidence pour une période non renouvelable de deux ans.
De 2008 à 2012, c’est la France et l’Égypte qui assurent la première co-présidence de l’UpM. Depuis la décision du Conseil des ministres des Affaires étrangères de l’UE du 27 février 2012, l’Union européenne occupe la présidence nord de l’UpM. La présidence sud est assurée depuis juin 2012 par la Jordanie.
| Présidence rive nord              | Présidence rive sud               |
| France (juillet 2008 - mars 2012) | Égypte (juillet 2008 - juin 2012) |
| Union européenne (mars 2012 -)    | Jordanie (juin 2012 -)            |

### Réunion des hauts fonctionnaires de l'UpM
La réunion des hauts représentants de l’UpM, composée d’ambassadeurs et de hauts fonctionnaires des Affaires étrangères individuellement nommés par les 43 pays de l’UpM, se tient plusieurs fois par an, à échéances régulières, soit au siège du Secrétariat de l’UpM à Barcelone, soit dans l’un des pays de l’UpM. Son rôle est de discuter des questions régionales, d’orienter les politiques et actions de l’organisation et de labelliser les projets qui lui sont soumis. Chaque pays y a une voix égale et toutes les décisions se prennent par consensus.
Parallèlement à ces réunions, d’autres rencontres UpM ont lieu, en particulier des réunions ministérielles qui définissent l’agenda méditerranéen sur des sujets spécifiques, comme l’environnement et le changement climatique, l’économie numérique, le rôle des femmes dans la société, le transport ou l’industrie.

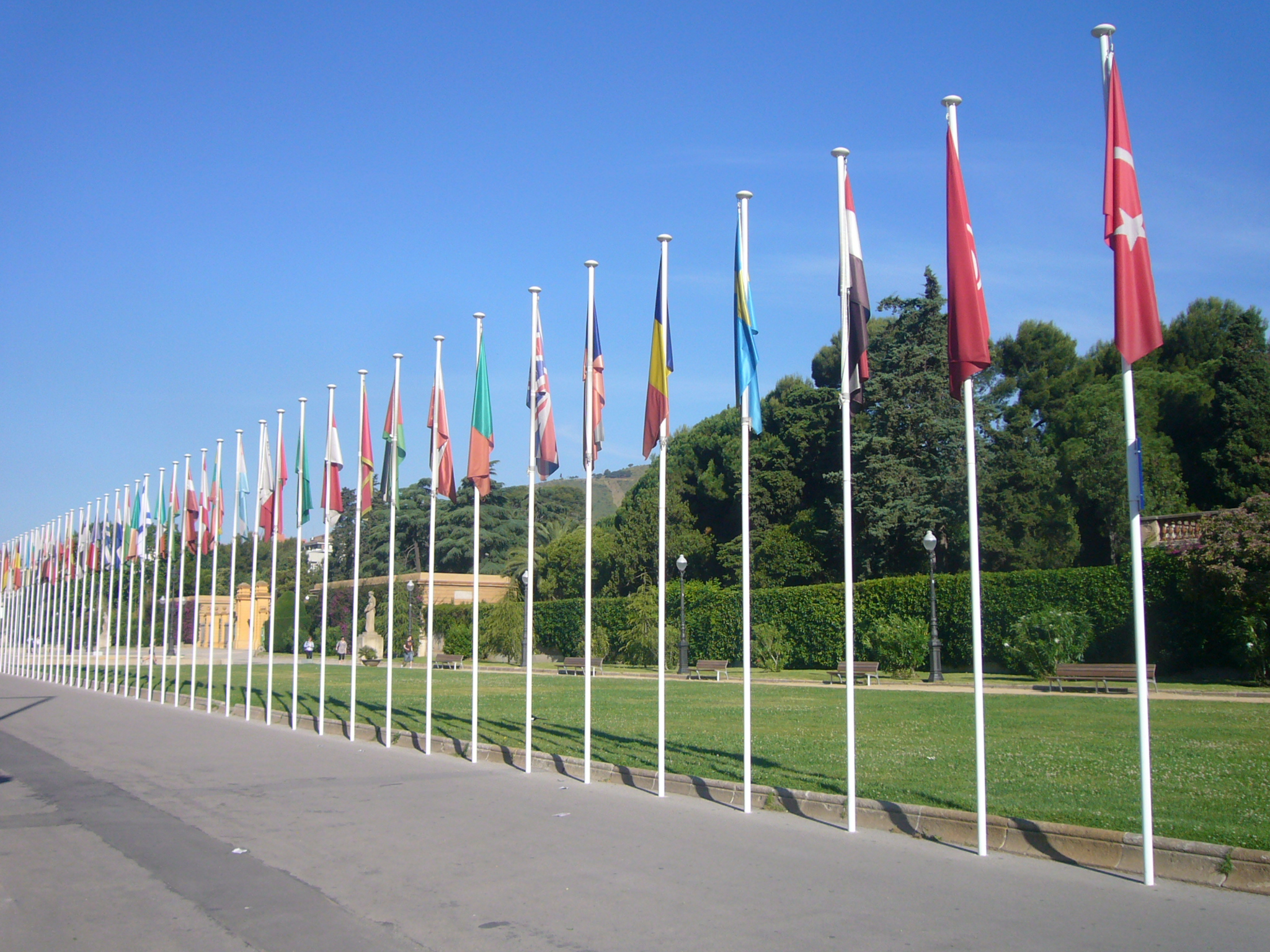
Drapeaux des pays membres de l'UpM, devant le palais de Pedralbes, à Barcelone.

### Secrétariat général de l'UpM
Le mandat et le fonctionnement du Secrétariat Général de l’UpM sont définis par les déclarations de Paris et de Marseille, ainsi que par des statuts adoptés le 3 mars 2010 lors d’une cérémonie officielle organisée à Barcelone.
Le Secrétariat Général de l’UpM assure le suivi opérationnel des réunions ministérielles sectorielles et anime, à la demande des pays, différentes plateformes régionales de dialogue. Il construit également des partenariats financiers pour la réalisation des projets, en s’appuyant sur les institutions financières internationales, les financements bilatéraux et l’implication croissante du secteur privé.
Il est dirigé par le Secrétaire général de l'Union pour la Méditerranée. Début novembre 2008 se tint une réunion ministérielle à Marseille. De celle-ci, fut dégagé un consensus selon lequel le siège de l'UpM serait à Barcelone, donc en Espagne. En contrepartie de la présence du siège dans un pays du Nord, le secrétariat général revient à un pays du Sud (actuellement Nasser Kamel), diplomate égyptien. Le Secrétaire général sera aidé de six adjoints : trois Européens et trois du Sud, dont un pour Israël, afin que la Ligue arabe soit membre à part entière de l'UpM.
Le Secrétaire général est élu par consensus parmi un pays non membre de l’UE. Son mandat est de trois ans et peut être prolongé pour une période de trois ans supplémentaires. Le premier Secrétaire général était le Jordanien Ahmad Khalaf Masadeh, ancien ambassadeur de la Jordanie auprès de l’UE, de la Belgique, de la Norvège et du Luxembourg, et ministre de la Réforme du secteur public de 2004 à 2005. Il démissionna après un an en fonction. En juillet 2011, le diplomate marocain Youssef Amrani lui succède. Par la suite nommé ministre adjoint des Affaires étrangères dans le gouvernement de Benkirane, il est remplacé en tant que Secrétaire général par l’un de ses concitoyens, l’ambassadeur marocain Fathallah Sijilmassi jusqu'en février 2018. En juin 2018, l'ambassadeur égyptien Nasser Kamel a pris ses fonctions en tant que Secrétaire général de l’UpM.
Afin d’améliorer la co-appropriation du partenariat euro-méditerranéen, six postes de Secrétaires généraux adjoints ont été assignés, trois à des pays de l’UE et trois à des pays partenaires méditerranéens. Pour le premier mandat de trois ans (renouvelable pour trois ans supplémentaires), les Secrétaires généraux adjoints étaient :
- Panagiotis Roumeliotis (Grèce) – Département de l’Énergie ;
- Ilan Chet (Israël) – Département de l’Enseignement supérieur et de la recherche ;
- Lino Cardarelli (Italie) – Département du Développement des entreprises ;
- Celia Attard Pirotta (Malte) – Département des Affaires civiles et sociales ;
- Rafiq Husseini (Palestine) – Département de l’Eau et de l’Environnement ;
- Yigit Alpogan (Turquie) – Département du Transport et Développement urbain.

En 2017, le Secrétariat de l'UpM dispose d'un secrétariat général opérationnel composé de 60 personnes représentant près de 23 nationalités, incluant la présence permanente de hauts fonctionnaires détachés de la Commission européenne, de la BEI et de la CDC.

## États membres
L'UpM compte 42 pays membres.
| États              | Organisations        | Population | Régimes politiques                   |
| ------------------ | -------------------- | ---------- | ------------------------------------ |
| Albanie            | ALECE                | 02 886 026 | République parlementaire             |
| Algérie            | UA, UMA, Ligue arabe | 40 400 000 | République présidentielle            |
| Allemagne          | UE                   | 81 459 000 | République fédérale parlementaire    |
| Autriche           | UE                   | 08 665 550 | République fédérale parlementaire    |
| Belgique           | UE                   | 11 239 755 | Monarchie constitutionnelle          |
| Bosnie-Herzégovine | ALECE                | 03 871 643 | République fédérale                  |
| Bulgarie           | UE                   | 07 202 198 | République parlementaire             |
| Chypre             | UE                   | 01 141 166 | République présidentielle            |
| Croatie            | UE                   | 04 284 889 | République parlementaire             |
| Danemark           | UE                   | 05 699 220 | Monarchie constitutionnelle          |
| Égypte             | UA, Ligue arabe      | 90 047 275 | République présidentielle            |
| Espagne            | UE                   | 46 439 864 | Monarchie constitutionnelle          |
| Estonie            | UE                   | 01 313 271 | République parlementaire             |
| Finlande           | UE                   | 05 491 054 | République parlementaire             |
| France             | UE                   | 67 264 000 | République semi-présidentielle       |
| Grèce              | UE                   | 10 815 197 | République parlementaire             |
| Hongrie            | UE                   | 09 855 571 | République parlementaire             |
| Irlande            | UE                   | 04 635 400 | République parlementaire             |
| Israël             |                      | 08 476 600 | République parlementaire             |
| Italie             | UE                   | 60 795 612 | République parlementaire             |
| Jordanie           | Ligue arabe          | 09 531 712 | Monarchie constitutionnelle          |
| Lettonie           | UE                   | 01 973 700 | République parlementaire             |
| Liban              | Ligue arabe          | 05 851 000 | République parlementaire             |
| Lituanie           | UE                   | 02 881 705 | République parlementaire             |
| Luxembourg         | UE                   | 00576 249  | Monarchie constitutionnelle          |
| Malte              | UE                   | 00446 547  | République parlementaire             |
| Maroc              | UA, Ligue arabe, UMA | 33 848 242 | Monarchie constitutionnelle          |
| Mauritanie         | UA, UMA, Ligue arabe | 03 516 806 | République semi-présidentielle       |
| Monaco             |                      | 00036 950  | Monarchie constitutionnelle          |
| Monténégro         | ALECE                | 00661 807  | République parlementaire             |
| Pays-Bas           | UE                   | 16 902 103 | Monarchie constitutionnelle          |
| Palestine          | Ligue arabe          | 04 420 549 | Entité gouvernementale parlementaire |
| Pologne            | UE                   | 38 005 614 | République parlementaire             |
| Portugal           | UE                   | 10 374 822 | République parlementaire             |
| Roumanie           | UE                   | 19 942 642 | République parlementaire             |
| Slovaquie          | UE                   | 05 415 949 | République parlementaire             |
| Slovénie           | UE                   | 02 063 077 | République parlementaire             |
| Suède              | UE                   | 09 858 794 | Monarchie constitutionnelle          |
| Syrie              |                      |            |                                      |
| Tchéquie           | UE                   | 10 553 443 | République parlementaire             |
| Tunisie            | UA, UMA, Ligue arabe | 10 982 754 | République semi-présidentielle       |
| Turquie            |                      | 78 741 053 | République présidentielle            |

La Syrie a suspendu son adhésion à l'UpM le 1er décembre 2011, puis est redevenue membre en 2025. La Libye a un statut d'observateur auprès de l'UpM.

## Autres organisations et institutions euro-méditerranéennes
L’Union pour la Méditerranée est la plateforme de coopération commune à l’ensemble des acteurs institutionnels du partenariat euro-méditerranéen : Assemblée parlementaire de l’Union pour la Méditerranée, Assemblée régionale et locale euro-méditerranéenne, Fondation Anna-Lindh, Comités économiques et sociaux européens.
Ces institutions spécialisées travaillent en étroite collaboration avec l’UpM et contribuent à renforcer l’effet de son action.

### Assemblée parlementaire euro-méditerranéenne
L’Assemblée parlementaire euro-méditerranéenne (APEM) n’est pas une nouvelle institution dans le cadre de l’agenda euro-méditerranéen. Elle a été établie à Naples le 3 décembre 2003 par les ministres euro-méditerranéens des Affaires étrangères, et sa première Assemblée plénière a eu lieu à Athènes les 22 et 23 mars 2004. L’APEM réunit des parlementaires issus de pays euro-méditerranéens et compte quatre comités permanents sur les thèmes suivants:
- Affaires politiques, Sécurité et Droits humains
- Affaires sociales, économiques et financières et Enseignement
- Promotion de la Qualité de vie, Échanges humains et Culture
- Droits des femmes dans les pays euro-méditerranéens

L’APEM dispose également d’un comité ad hoc sur l’Énergie et l’Environnement. Depuis le lancement de l’Union pour la Méditerranée, le rôle de l’APEM a été renforcé, l'institution étant considérée comme « l’expression parlementaire légitime de l’Union pour la Méditerranée ».

### Assemblée régionale et locale euro-méditerranéenne
Lors de la Conférence euro-méditerranéenne des Affaires étrangères ayant eu lieu à Marseille en novembre 2008, les ministres ont salué la proposition du Comité européen des Régions d’établir une Assemblée euro-méditerranéenne d’autorités régionales et locales (ARLEM). Son rôle consiste à servir d’intermédiaire entre les représentants locaux et régionaux des 43 pays avec l’Union pour la Méditerranée et les institutions de l’UE.
Les participants de l’UE sont membres du Comité européen des Régions et représentants d’autres institutions de l’UE impliquées dans l’agenda euro-méditerranéen. Concernant les pays partenaires méditerranéens, les participants sont des représentants d’autorités régionales et locales nommés par leurs gouvernements nationaux. L’ARLEM a été formellement établie et a tenu sa première Assemblée plénière à Barcelone, le 31 janvier 2010. La co-présidence de l’ARLEM est assurée par le président du Comité européen des Régions, Luc Van den Brande, et le maire marocain d’Al Hoceima, Mohamed Boudra.

### Fondation Anna-Lindh
La Fondation euro-méditerranéenne pour le dialogue entre les cultures, généralement connue sous l’appellation Fondation Anna-Lindh, a pour but de favoriser les échanges interculturels au sein de la région euro-méditerranéenne, afin d’améliorer le respect entre les cultures et d’aider la société civile à travailler pour un avenir commun pour la région.
Lors du Sommet de Paris, la Fondation Anna-Lindh et l’Alliance des civilisations de l’ONU ont été nommées responsables de la dimension culturelle de l’Union pour la Méditerranée.
En septembre 2010, la Fondation Anna-Lindh a publié un rapport intitulé « Tendances interculturelles Euromed 2010 ». Cette évaluation des perceptions mutuelles et de la visibilité de l’Union pour la Méditerranée dans la région s'appuie sur un sondage d’opinion publique mené par Gallup, auquel 13 000 personnes issues des pays de l’Union pour la Méditerranée ont participé.

### Partenariats avec d’autres organisations et institutions euro-méditerranéennes
En tant que plateforme de dialogue et de coopération, l’Union pour la Méditerranée conclut des partenariats stratégiques avec des organisations internationales, régionales et sous-régionales.

## Compléments

### Lectures approfondies
- « L'Union pour la Méditerranée en 2017 : bilan et consolidation », sur le Huffington Post (consulté le 19 décembre 2017).
- L’intégration régionale en Méditerranée – Impact et limites des politiques communautaires et bilatérales, Union européenne, Direction générale des politiques externes de l'Union, 2014,
- Politique européenne de voisinage: vers un renforcement du partenariat, Communication conjointe de la Haute représentante de l’Union pour les affaires étrangères et la politique de sécurité et de la Commission européenne, 20 mars 2013,
- Neighbourhood at the Crossroads: Implementation of the European Neighbourhood Policy in 2013, European Commission and High Representative of the European Union for Foreign Affairs and Security Policy, 27 mars 2014,
- Une stratégie nouvelle à l’égard d’un voisinage en mutation – Examen de la Politique européenne de voisinage, Communication conjointe de la Haute représentante de l’Union pour les affaires étrangères et la politique de sécurité et de la Commission européenne, 25 mai 2011,
- L’Union pour la Méditerranée : enjeux et ambitions, Senen Florensa, IEMed, 2010,
- Du processus de Barcelone à l’Union pour la Méditerranée : regards croisés sur les relations euro-maghrébines, Aomar Baghzouz, L’Année du Maghreb, 2009, p. 517-536.
- L’Union pour la Méditerranée : un héritage contrasté mais une continuité indispensable, Serge Telle, Outre-Terre, 2009/3, no 23,
- CMES L’Union pour la Méditerranée (UpM) de l’idée à la naissance El Khissassi Abdelkader Strasbourg.
- Géopolitique de la Méditerranée, PUF, 2013, Bouchra Benhida et Younes Slaoui
- Méditerranée, adresse au président Nicolas Sarkozy Béatrice Patrie et Emmanuel Espanol, Sindbad/actes-sud.
- Géoéconomie no 42, publié par l’Institut Choiseul, consacrant un dossier entier au sujet « Quelle union méditerranéenne ? » autour d’articles rédigés par des spécialistes de la question comme Jean-François Daguzan, Pierre Beckouche, Gigori Lazarev, Jean-Louis Guigou, Juan Prat y Coll, Jean Dufourcq et Pierre-Thomas Dussart.
- Quelle union pour quelle Méditerranée ? sous la direction de Charles Saint-Prot et Zeina el Tibi, contributions de Mustapha Cherif, E. Dupuy, Henri Guaino, Bichara Khader, Jawad Kerdoudi, Alain Le Roy, A-T. Mocilnikar, Hatem M’rad, Pierre Pascallon, Salah Stétié. Paris : Observatoire d’études géopolitiques, Études géopolitiques 9- Éditions Karthala, 144 p., 2008
- La Tribune Pourquoi et comment l'Union pour la Méditerranée sera plus forte que jamais en 2016 Alfred Mignot, France, 17 décembre 2015.
- El Periodico La UE y sus socios del sur lanzan un mensaje de unidad y firmeza ante la crisis en la región mediterránea Monserrat Radigalles, Espagne, 26 novembre 2015.
- Jeune Afrique L'Union pour la Méditerranée a rééquilibré les relations Nord-Sud Fathallah Sijilmassi, France, novembre 2015.
- L'orient Le Jour L'Union pour la Méditerranée devient une organisation internationale à part entière Elie Masboungi, Liban, novembre 2015.
- Econostrum Le rôle moteur de l'Union pour la Méditerranée souligné par le Dialogue 5+5 à Tanger Frédéric Dubessy, Tanger, octobre 2015.
- Le Matin Vingtième anniversaire du "Processus de Barcelone" Union pour la Méditerranée, des projets concrets pour un partage intelligent des richesses entre le Nord et le Sud Brahim Mokhliss, Maroc, septembre 2015.
- El Pais Actuemos ahora por el Mediterráneo Fathallah Sijilmassi, Espagne, juillet 2015.
- L'Expression A quoi sert l'Union pour la Méditerranée? Ali Tirichine, France, juin 2015.
- Abdelkader El Khissassi, Les enjeux des relations euro-méditerranéennes entre la chute du Mur de Berlin et les déboires du Printemps arabe, Sarrebrucken, Éditions universitaires européennes, 2016  (ISBN 978-3-639-50657-0)